# Bjørnstjerne Bjørnson
Bjørnstjerne Martinius Bjørnson (wym. [ˈbjøːɳˈstjæːɳə ˈbjøːɳˈʂɔn]; ur. 8 grudnia 1832 w Kvikne, zm. 26 kwietnia 1910 w Paryżu) – norweski pisarz, laureat Nagrody Nobla w dziedzinie literatury (1903). W laudacji doceniono jego „wzniosłą i różnorodną poezję, która zawsze odznaczała się świeżością natchnienia i niezwykłą czystością ducha” oraz „talent epicki i dramatyczny”. Przez wydawnictwo Gyldendal, a później także przez światowych krytyków, uznany za jednego z czterech najwybitniejszych pisarzy norweskich (wraz z Henrikiem Ibsenem, Jonasem Lie i Alexandrem Kiellandem). Pozostawił po sobie bogatą i zróżnicowaną spuściznę: opowiadania, sztuki, wiersze, powieści, artykuły, przemówienia i tysiące listów.

## Dzieciństwo i młodość

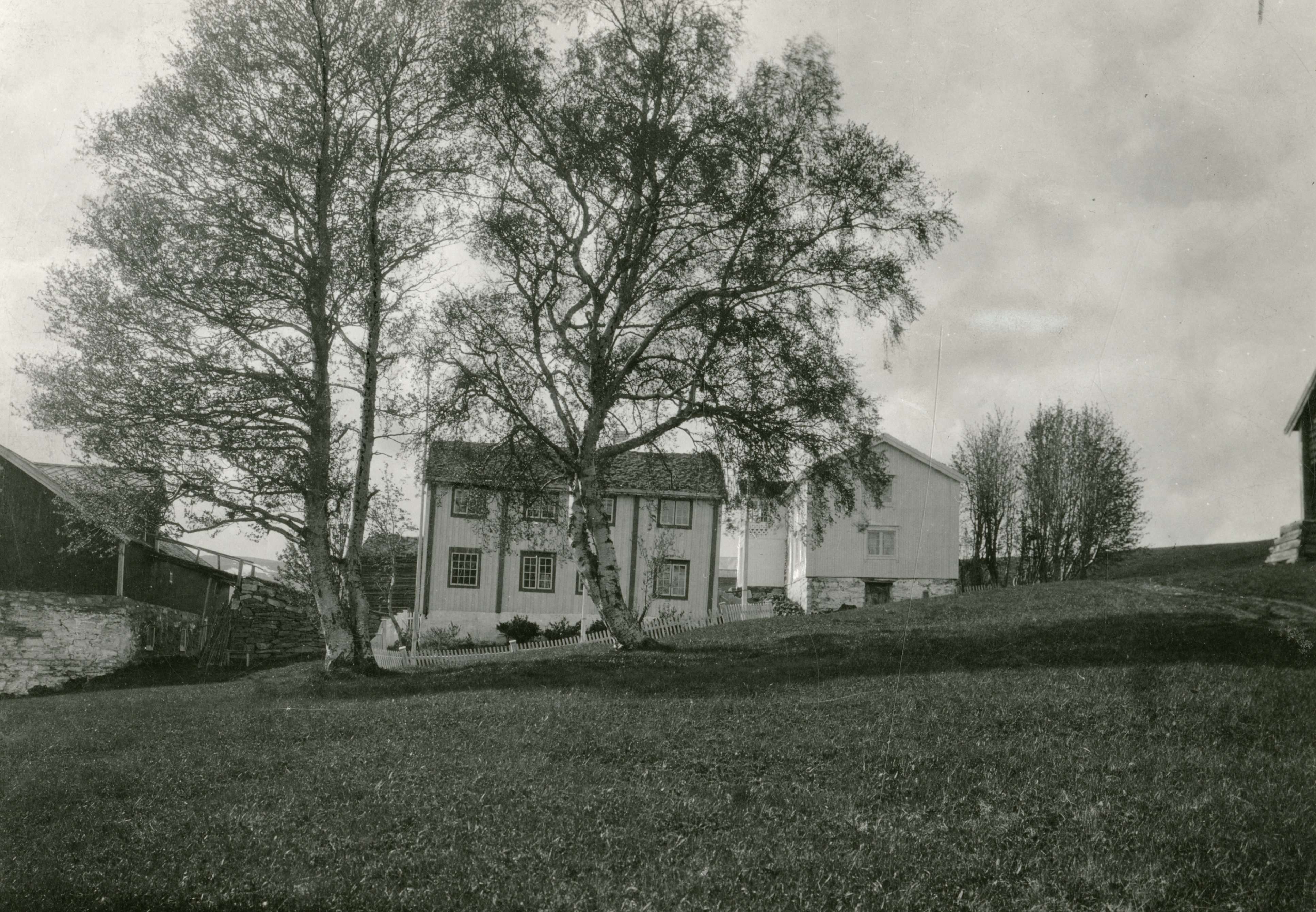
Plebania Bjørgan, miejsce urodzenia Bjørnstjerne Bjørnsona

Bjørnstjerne Bjørnson urodził się na plebanii Bjørgan, we wsi Kvikne, około 100 km na południe od Trondheim. Był najstarszym z sześciorga dzieci Inger Elise Nordraak (1808–1897) i luterańskiego pastora z rodziny chłopskiej, Pedera Bjørnsona (1798–1871), którego w 1837 przeniesiono do parafii w Nesset (prowincja Romsdal). Pierworodny otrzymał imiona po swoim dziadku Bjørnie i po Marcinie Lutrze, ale rodzice uznali, że pierwsze imię powinno być bardziej niezwykłe, stąd Bjørnstjerne (połączenie słów „niedźwiedź” i „gwiazda”).
Od najmłodszych lat pasjonowały go sagi, powieści historyczne Bernharda Ingemanna, opowiadania marynistyczne kapitana Fredericka Marryata i baśnie spisywane przez Petera Christena Asbjørnsena. Już w wieku 11 lat układał wiersze i wydawał własną, ręcznie pisaną gazetkę. Po pięciu latach gimnazjum w pobliskim Molde, 17-letni Bjørnstjerne wyjechał do Christianii (od 1925 Oslo), żeby w prywatnej, renomowanej szkole Henrika Heltberga przygotować się do studiów. Kiedy rozpoczęła się Wiosna Ludów (1848), żarliwie opowiedział się po stronie republikanów. Jego pierwszy opublikowany wiersz, Fossen (Wodospad), dotyczył właśnie tych wydarzeń politycznych. W tym samym roku zadebiutował jako publicysta na łamach „Romsdals Budstikke”, biorąc w obronę Dzień Konstytucji. W tamtym okresie poznał Jonasa Lie, Aasmunda Olavssona Vinje, a przede wszystkim Henrika Ibsena, przyjaciela i rywala, z którym przez całe życie był porównywany. Relacje obu pisarzy były tak bliskie, że kiedy w roku 1851 Ibsenowi pracującemu w teatrze Christiania nie wypłacono honorarium, Bjørnson zorganizował na rzecz starszego kolegi zbiórkę pieniężną.
Ze studiów zrezygnował po osiągnięciu pełnoletniości i od razu włączył się w wydarzenia polityczno-kulturalne, wybierając pracę dziennikarza i krytyka teatralnego. Jako recenzent „Morgenbladet” zdecydowanie protestował przeciwko wpływom duńskim na scenach norweskich. Zabiegając o ojczysty repertuar, posunął się nawet do skrzyknięcia licznej grupy oburzonych, którzy w maju 1856 wtargnęli na widownię Christianii, uniemożliwiając granie duńskiej sztuki. W 1857 na zaproszenie Ole Bulla pojechał do teatru w Bergen, gdzie przejął po Ibsenie funkcję dyrektora artystycznego. Pracował tam tylko dwa lata, ale w tym krótkim okresie zdołał doprowadzić drugorzędną scenę do rozkwitu, wystawiając ponad 60 sztuk. Do otwartego konfliktu między pisarzami doszło w roku 1869, kiedy Bjørnson uznał, że sztuka Ibsena Związek młodzieży (De unges Forbund), krytykując stronnictwo liberalne, ośmiesza jego poglądy, a on sam został sportretowany jako szarlatan zmieniający zdanie zależnie od perspektyw na karierę. Pogodzili się dopiero po 14 latach.
W roku 1858 Bjørnson ożenił się z aktorką Karoline Reimers. Ślub wzięli w Søgne, gdzie ojciec pisarza był pastorem. Mieli sześcioro dzieci, z których jedno zmarło w niemowlęctwie. Ich syn, Bjørn Bjørnson, ceniony reżyser, przyczynił się do wybudowania Teatru Narodowego i został jego pierwszym dyrektorem. Drugi syn, Erling Bjørnson, był politykiem i aktywnym działaczem faszystowskiej partii Nasjonal Samling. Starsza córka, Bergliot, wyszła za syna Ibsena, Sigurda, i została śpiewaczką operową; młodsza, Dagny Bjørnson Sautreau (1876–1974), zadbała o literacką spuściznę po ojcu.

## Pokłosie romantyzmu

### Powieści i opowiadania

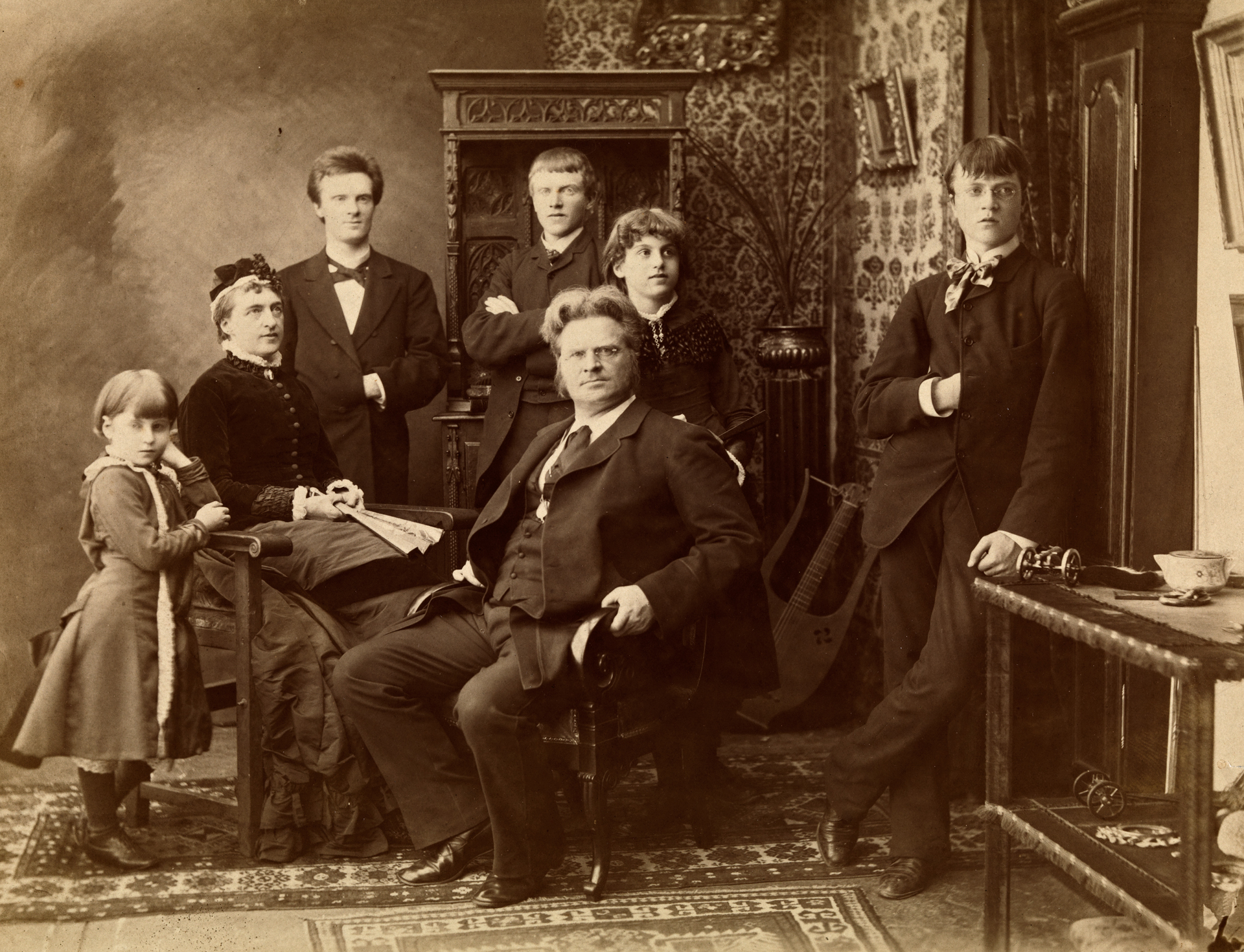
Bjørnstjerne Bjørnson z żoną i dziećmi, 1882

Swoje wczesne nowele Bjørnson publikował anonimowo. W „Illustreret Folkeblad” ukazywały się jego teksty inspirowane ludowymi przypowieściami. Sławę przyniosło mu opowiadanie o tematyce wiejskiej Dziewczę ze Słonecznego Wzgórza (1857), szybko przetłumaczone na wiele języków europejskich. Ta optymistyczna historia miłości porywczego chłopaka i wrażliwej dziewczyny została wzbogacona pogłębioną analizą psychologiczną zarówno głównych bohaterów, jak i postaci drugoplanowych. Autor wplótł w narrację typowe dla skandynawskich sag wspomnienia rodzinne oraz romantyczne w nastroju opisy snów i przywidzeń. Cały utwór jest mocno osadzoną w świecie norweskiej przyrody opowieścią o ludziach ciężko pracujących na farmie, których system wartości wyznacza Biblia. W podobnym tonie były utrzymane opowiadania Arne (1859), Dziarski chłopak (1860) i Marsz weselny (1872). Najoryginalniejsza okazała się Rybaczka (1868) z zaskakującą postacią tytułowej bohaterki – żywiołowej, prostej dziewczyny, która zapragnęła zostać aktorką. W przesiąkniętych idealizmem opowiadaniach Bjørnsona krytyka dostrzegła wyraźne wpływy kazań pastora Nikolaia Grundtviga, duńskiego teologa i filozofa, głoszącego bliską ludowości, emocjonalną religijność i wierzącego w przyrodzoną dobroć ludzkiej natury.

### Poezja

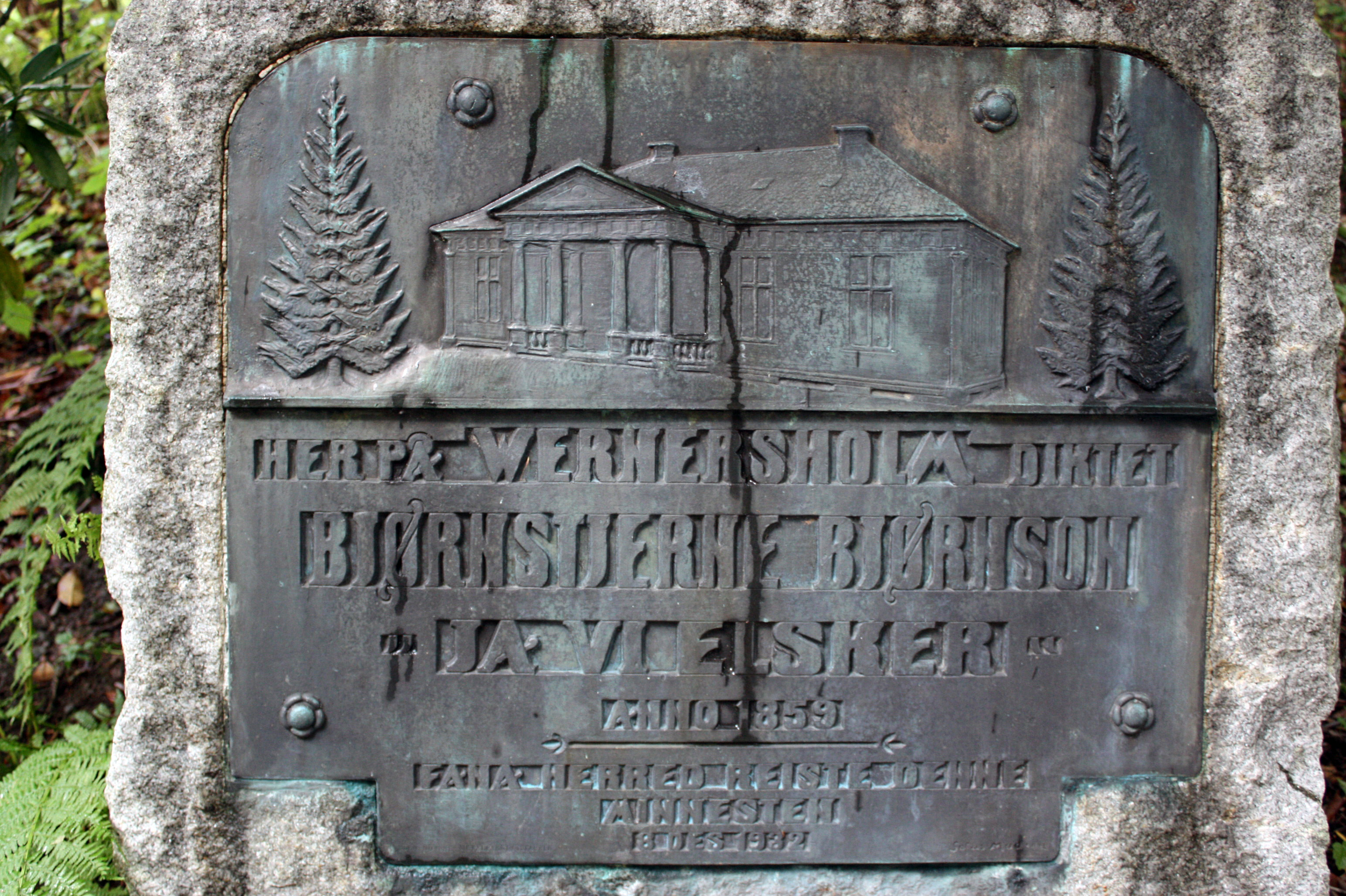
Tablica upamiętniająca miejsce powstania hymnu narodowego

Bjørnson napisał stosunkowo niewiele wierszy, chociaż fragmenty poetyckie wplatał zarówno do swoich sztuk, jak i opowiadań. Dużym powodzeniem cieszyła się jego ballada historyczna Olav Trygvason oraz oda Bergliot, będąca fragmentem poematu epickiego w piętnastu pieśniach Arnljot Gelline (1870). W poemacie tym zawarł historię rozbójnika z Jämtlandu, który sieje zniszczenie, żeby pomścić śmierć ojca, aż wreszcie, nieszczęśliwie zakochany, ginie w historycznej bitwie pod Stiklestad. W zbiorze Digte og Sange (1870) Bjørnson zamieścił swój wczesny tekst Ja, vi elsker dette Landet (Tak, kochamy ten kraj), do którego Rikard Nordraak, kuzyn pisarza, skomponował muzykę (1864). Utwór ten po raz pierwszy został wykonany w Eidsvoll, gdzie ustanowiono konstytucję Norwegii. Dzisiaj jest norweskim hymnem narodowym. Twórczość Bjørnsona dość wcześnie spotkała się z uznaniem państwa. W roku 1863 Storting przyznał mu wsparcie finansowe w wysokości 400 talarów rocznie, co było ówczesną formą mecenatu nad ojczystą kulturą.

### Sztuki

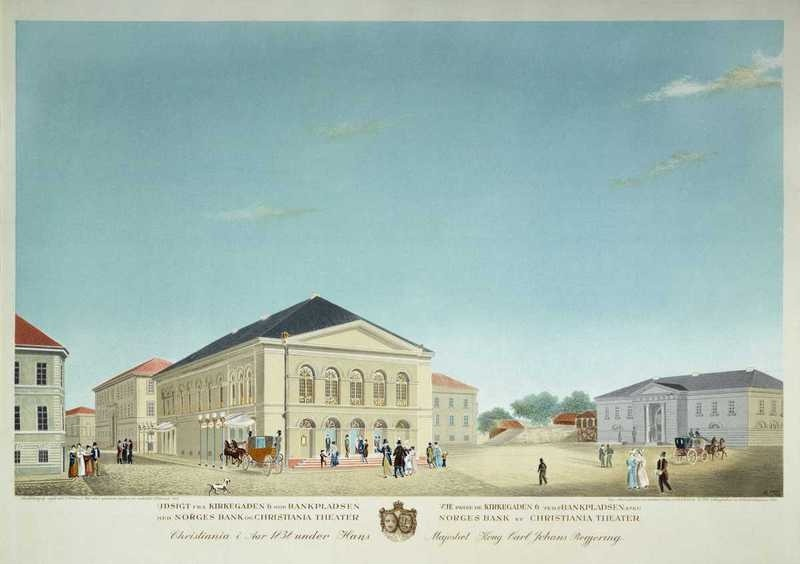
Teatr Christiania przy placu Bankowym

Twórczość teatralna Bjørnsona początkowo była związana ze światem skandynawskich sag i średniowiecznych kronik historycznych. W jednym z artykułów deklarował, że w swoich sztukach stworzy „galerię przodków”, dzięki której Norwegowie będą mogli poznać własne dzieje i odzyskać poczucie dumy narodowej. Realizację tego zamysłu rozpoczął od napisania jednoaktowego dramatu Mellem slagene (1857), którego akcja rozgrywa się w czasach wikingów i w którym można doszukać się wpływów twórczości Jensa Baggesena oraz Adama Oehlenschlägera, duńskich poetów romantycznych. Kolejne dzieła z zaplanowanego cyklu to Halte-Hulda (1858), Kong Sverre (1861) oraz trzyczęściowy Sigurd Slembe (1862), w którym problematyka walki o władzę kojarzy się z tragediami szekspirowskimi. Opowieść o Sigurdzie, królewskim synu z nieprawego łoża, dowodzi, że pisarz w romantycznym sztafażu ukazywał współczesne zagadnienia społeczne, co szło w parze z podkreślaniem istotnej roli chłopstwa. Zerwał przy tym z tradycją wiersza jambicznego i pisał dialogi swobodnym, potocznym językiem. Nawiązaniem do twórczości Friedricha Schillera była z kolei pięcioaktowa Maria Stuart i Skotland (1864), wystawiona, gdy Bjørnson sprawował funkcję dyrektora teatru Christiania (1865–1867). Natomiast kiedy jego syn objął kierownictwo Teatru Narodowego (1899–1907), pisarz wziął udział w inauguracyjnym cyklu premier. Pokazano wtedy kolejno, zgodnie z zasadą starszeństwa, wybrane sceny ze sztuk Ludviga Holberga, Wroga ludu (En Folkefiende) Henrika Ibsena oraz owacyjnie przyjęty dramat Bjørnsona Sigurd Jorsalfar, ostatni, w którym nawiązał do dawnych dziejów Norwegii.

## Publicystyka

### Kwestie narodowe

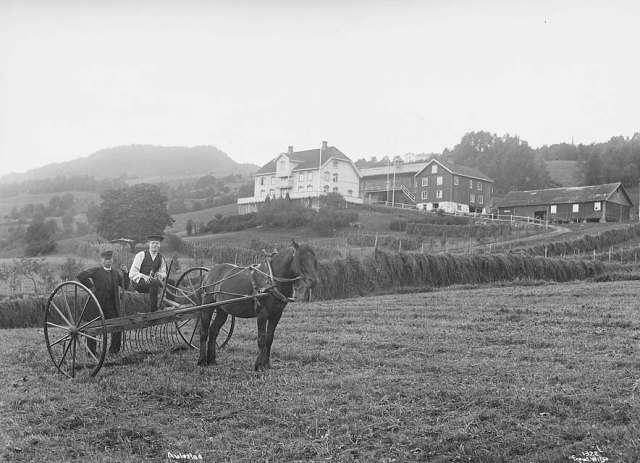
Majątek Aulestad, około 1880

Gwałtowny temperament i zamiłowanie do polemik dawały o sobie znać już we wczesnych artykułach Bjørnsona. Wypowiadał się przede wszystkim w postępowych pismach „Aftenbladet” (1859–1860), z którego odszedł po konflikcie ze współpracownikami, i „Norsk Folkeblad” (1866–1871). To w dużej mierze jego dziennikarska działalność sprawiła, że w parlamencie poniosło klęskę stronnictwo konserwatywne i skonsolidowało się stronnictwo liberalne (1859). Odbył liczne podróże, podczas których zapoznał się z warunkami życia w innych krajach. W latach 1860–1863 mieszkał we Włoszech, zgłębiając historię teatru. W roku 1863 przebywał w Paryżu, w latach 1873–1876 ponownie we Włoszech, a lata 1895–1900 spędził w Niemczech. Dzięki wyjazdom uświadomił sobie wyraźnie różnice dzielące poszczególne państwa, nawiązał kontakty z zagranicznymi literatami i zyskał przekonujące argumenty na rzecz przeprowadzenia daleko idących reform. W roku 1874 przeniósł się wraz z rodziną do majątku Aulestad w gminie Gausdal, który szybko stał się miejscem spotkań i dyskusji kulturalno-politycznych. Dziś znajduje się tam muzeum z pamiątkami po pisarzu.
Bjørnson uchodził za gorliwego działacza norweskiego ruchu narodowego, zmierzającego do zerwania unii personalnej ze Szwecją. Zarazem opowiadał się po stronie skandynawizmu, czyli ścisłej współpracy państw północnych we wszystkich możliwych dziedzinach, przy poszanowaniu suwerenności terytorialnej i uwzględnieniu wszelkich odrębności. W swoich publikacjach przestrzegał natomiast przed jakimkolwiek pochopnym zjednoczeniem, dopóki Norwegia nie wyswobodzi się spod kulturowej przewagi Danii i politycznej przewagi Szwecji. Krótko, na początku 1872 roku, bezkrytycznie popierał koncepcję pangermanizmu oraz politykę Kulturkampfu narzuconą przez Bismarcka, co w praktyce oznaczało między innymi wsparcie roszczeń państwa pruskiego do duńskich księstw Szlezwiku i Holsztyna. Taka postawa spotkała się z ostrą krytyką większości norweskiego społeczeństwa.

### Poglądy społeczne

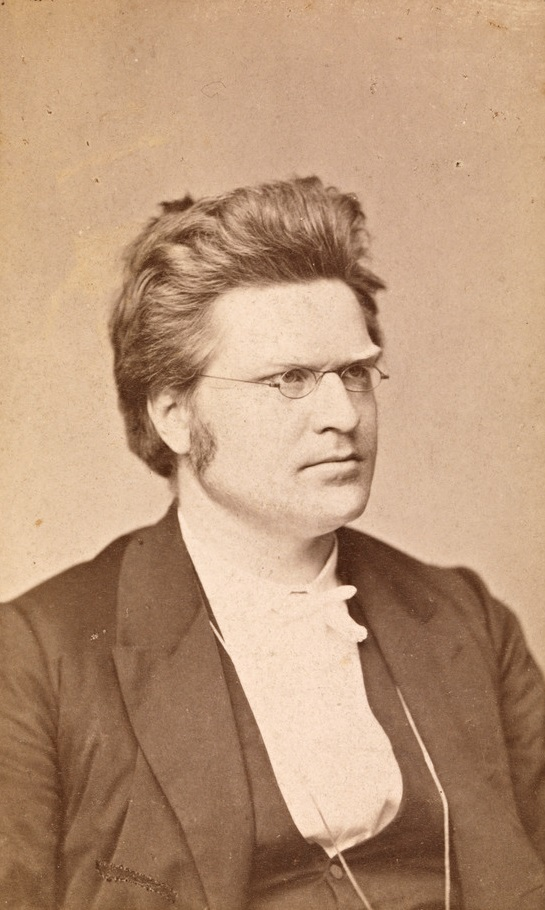
Bjørnstjerne Bjørnson, 1868

W niektórych okresach życia Bjørnson więcej uwagi poświęcał działalności społecznej niż literaturze. Pod wpływem nauk Grundtviga propagował powszechny dostęp do oświaty, także dla młodzieży chłopskiej, i brał udział w zakładaniu uniwersytetów ludowych (pierwszy powstał w Norwegii w roku 1864). Wspierał także zdecydowanie walkę proletariatu o polepszenie warunków życia i pracy, czym wyrażał swoją solidarność z Marcusem Thrane, przywódcą ruchu robotniczego. Od najmłodszych lat był wielbicielem Henrika Wergelanda, norweskiego pisarza z okresu romantyzmu. Uważał się za jego duchowego spadkobiercę i pod względem światopoglądowym podążał wytyczonym przez niego szlakiem. Kiedy w roku 1881 Wergeland miał zostać uhonorowany pomnikiem w Kristianii, doszło do gwałtownego sporu między przedstawicielami opozycyjnych stronnictw. W końcu to Bjørnson wygłosił przemówienie podczas uroczystości odsłonięcia monumentu, co uznano za zdecydowane zwycięstwo lewicy. W tym emocjonalnym wystąpieniu złożył hołd Wergelandowi, wspomniał jego działania na rzecz chłopów i obronę norweskiej konstytucji.
Pisarz deklarował się jako zdecydowany przeciwnik kary śmierci. Niewykluczone, że ma to związek z makabrycznym wspomnieniem z dzieciństwa, kiedy jako dziewięcioletni chłopiec był na życzenie ojca świadkiem stracenia Pera Hagbø oskarżonego o zamordowanie ciężarnej służącej. Po latach Bjørnson utrzymywał, że doszło wtedy do pomyłki sądowej, czemu dał wyraz w artykułach i w opowiadaniu Et stygt barndomsminde (1889).

### Na niwie międzynarodowej
Bjørnson został zapamiętany jako rzecznik małych narodów (Finów, Rumunów), dążących do większej swobody lub pełnego samostanowienia. W latach 1907–1908 szczególnie ostro wypowiadał się przeciwko polityce madziaryzacji prowadzonej wśród Słowaków. Dobitnie poruszył tę kwestię w głośnym artykule opisującym zbrojną pacyfikację ludności w Černovej. Był zwolennikiem powołania międzynarodowych sądów rozjemczych, które miałyby rozstrzygać konflikty dotyczące wielu państw. Kwestia emancypacji narodów nigdy nie przestała go zaprzątać, choć zdarzało się, że jego rozważania przedrukowywane w prasie europejskiej uznawano za niesprawiedliwe i powierzchowne. Tak było w roku 1906, kiedy napisał do paryskiego „Courrier Européen” artykuł o galicyjskich Ukraińcach prześladowanych przez Polaków. Z ostrą ripostą wystąpili wtedy Ignacy Jan Paderewski, a zwłaszcza Henryk Sienkiewicz, który odpowiadając na zarzuty (nieskrępowany indywidualizm Polaków, skłonności do tyranii, okrucieństwo w stosunku do ludów przyłączonych i podbitych, przesadne uwielbienie niezależności i monstrualny egoizm) wypomniał Norwegowi brak rozeznania w faktach, naiwne zawierzenie niepewnym źródłom i nieznajomość historii. Mimo to podobno jeszcze na łożu śmierci Bjørnson pisał wiersz poświęcony polskim robotnicom, które, żyjąc w nędzy, próbują pomagać innym. Z tego utworu zachował się jedynie incipit De gode gjerninger redder verden! (Dobre uczynki zbawią świat!). Kiedy wybuchła afera związana z rzekomą działalnością szpiegowską Alfreda Dreyfusa, Bjørnson stanął po stronie prześladowanego oficera i wielokrotnie podkreślał, że wierzy w jego niewinność. Bronił również Lindy Murri oskarżonej o podżeganie do zabójstwa męża, w głośnej naonczas sprawie kryminalnej.

### Język norweski

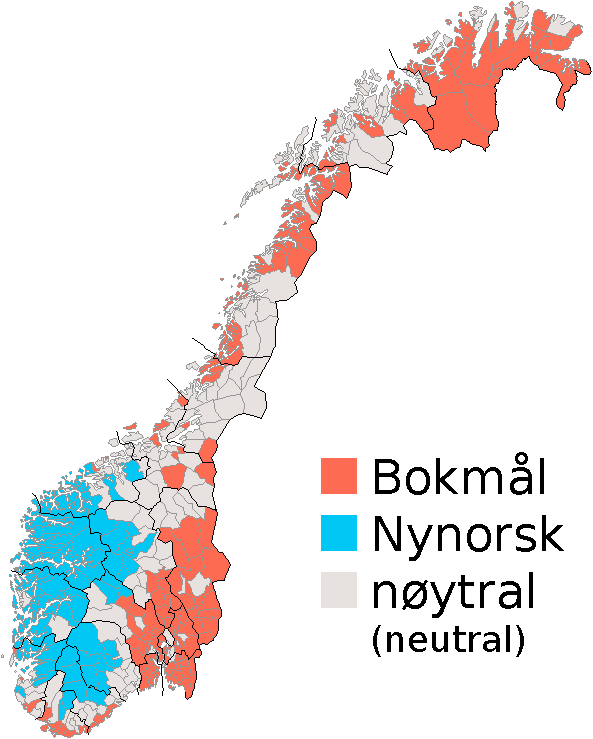
Zasięg odmian języka norweskiego

Z równą żarliwością Bjørnstjerne Bjørnson dyskutował o kwestiach językowych, kiedy porównywano wady i zalety obu odmian norweskiego. Od pierwszej połowy XVIII wieku posługiwano się w Norwegii językiem riksmål (od 1929 zwanym bokmål), wywodzącym się bezpośrednio z pisanej duńszczyzny. W 1850 powstał drugi język narodowy, landsmål, skodyfikowany przez Ivara Aasena i oparty na dialektach norweskich (od 1929 nazywany nynorsk). Bjørnson opowiedział się dość niespodziewanie za riksmålem, mimo że z samym Aasenem wielokrotnie jednoczył siły w politycznych zmaganiach. Swoje próby pisarskie w landsmålu ograniczył do stylizacji w niektórych wierszach i żałował, że nigdy nie udało mu się dogłębnie poznać tego języka.

### Zagadnienia obyczajowe
W kwestiach obyczajowych jego poglądy odznaczały się podobną wyrazistością, czego dowiódł cyklem odczytów o poligamii i monogamii prezentowanych w całej Skandynawii. Popierał wszelkie ruchy emancypacyjne i utrzymywał, że obie płcie mają być równe pod względem społecznym. Zakładał przy tym, że to kobiety reprezentują wyższą formę moralności, do której mężczyźni powinni dopiero dorosnąć. Stanowczo sprzeciwiał się wszelkim przejawom swobody obyczajowej, a zwłaszcza poligamii, która musi jego zdaniem zaowocować osłabieniem sił każdego narodu, epidemią chorób wenerycznych i bezpowrotną demoralizacją młodzieży: „W miarę tego jak głębiej wnikamy w istotę życia płciowego, staje się jasnem, że najmniejsze zboczenie pod tym względem otwiera zaraz niebezpieczną drogę do ustępstw dalszych i podejrzanych układów z poczuciem moralnem”.

## Realizm krytyczny

### Proza

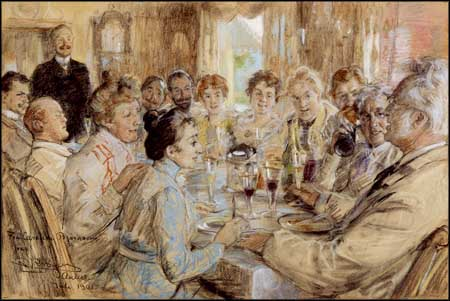
Peder Severin Krøyer, Obiad w Aulestad, 1901

Na początku lat 70. światopogląd Bjørnsona uległ wyraźnej przemianie. Pisarza zafascynował wtedy ewolucjonizm Charlesa Darwina, naturalistyczna interpretacja kultury autorstwa Hippolyte'a Taine'a i krytyka nierówności między płciami przeprowadzona przez Johna Stuarta Milla. Wielkie wrażenie wywarły na Bjørnsonie przemyślenia Georga Brandesa, który postulował odrzucenie narodowych schematów i romantycznej sztampy na rzecz realizmu i wartości ogólnoludzkich, podkreślając przy tym, że literatura powinna poddawać pod dyskusję ważkie kwestie społeczne.
Gwałtowna zmiana zainteresowań i światopoglądu była widoczna w prozatorskich dokonaniach Bjørnsona. Zanikło idealizowanie wiejskiego świata i sielankowy nastrój. W kolejnych powieściach chłopi są prymitywni i okrutni, przyroda bezlitosna, rodzina zakłamana, a ludzie wiary bezwzględni. Bezkompromisowością ocen odznaczała się zwłaszcza Magnhild (1877), której bohaterka, zapowiedź Ibsenowskiej Nory, próbuje wyrwać się z pełnego obłudy małżeństwa. Kaptejn Mansana (1878) to przenikliwa analiza postaw w burzliwym okresie zjednoczenia Włoch. Także Tomasz Rendalen (1884) i Na bożej drodze (1896), traktujące o wychowaniu i konflikcie między wiedzą a religią, świadczyły o diametralnie innym spojrzeniu na realia społeczne i ludzką mentalność.

### Teatr

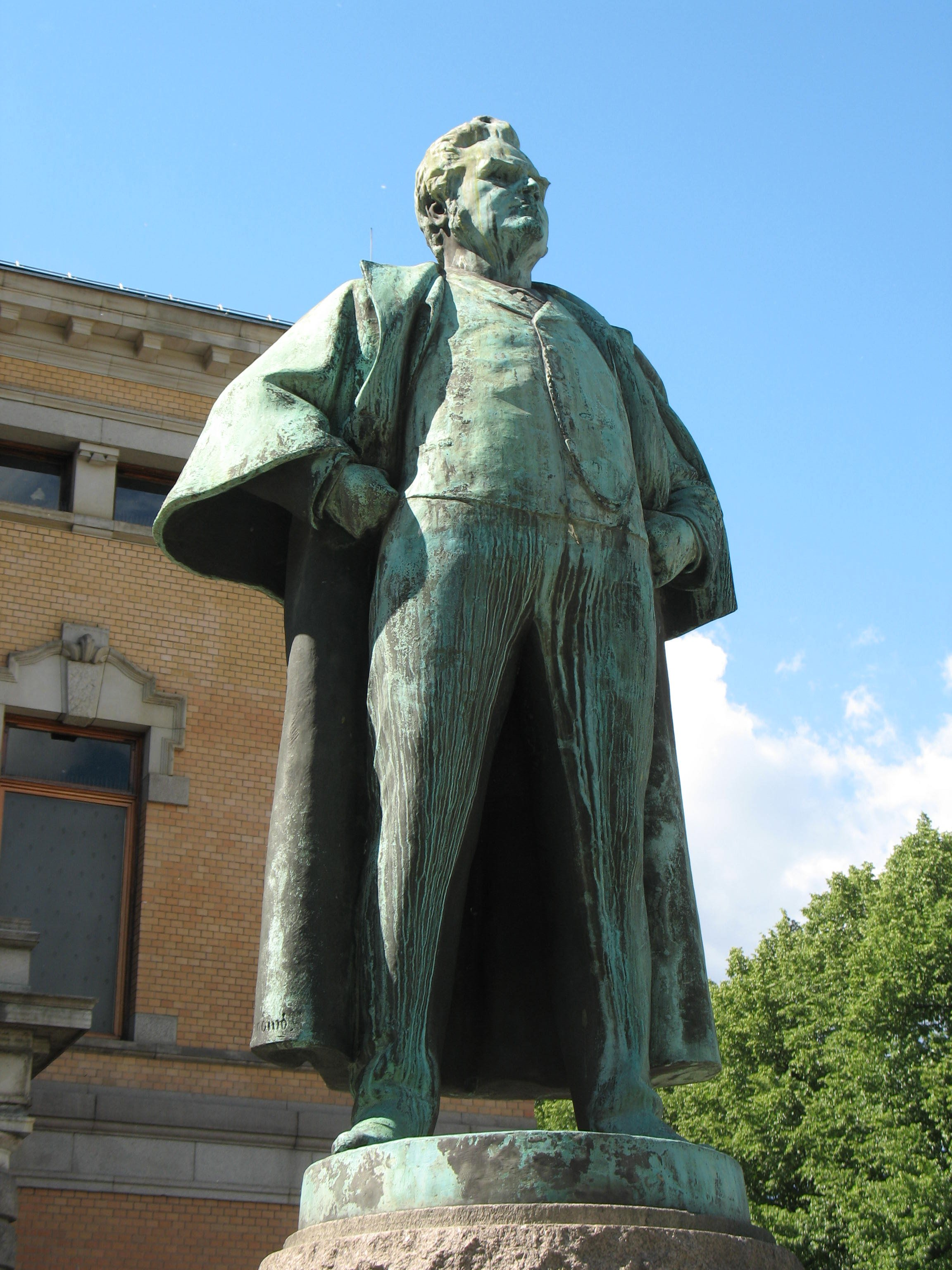
Pomnik Bjørnstjerne Bjørnsona przed Teatrem Narodowym w Oslo

Sztuki Bjørnsona z tego okresu wzbudziły w Norwegii burzliwą polemikę i szybko zdobyły sławę europejską. Zapowiedzią odmiany była komedia Nowożeńcy (1865), opisująca kryzys małżeński dwa dni po ślubie, spowodowany niedojrzałością dziewczyny zbyt silnie związanej z rodzicami. W Bankructwie (1875), z uznaniem przyjętym przez Augusta Strindberga, Bjørnson ukazał przemianę duchową spekulanta, który po finansowym krachu dzięki wsparciu rodziny wraca na drogę uczciwości. W Redaktøren (1875) z kolei zaatakował zdemoralizowane środowiska prawicowych dziennikarzy. Kolejne sztuki Bjørnsona wywoływały skandale i stawały się celem ostrych ataków konserwatywnej publiczności. Powodem było coraz odważniejsze poruszanie kwestii obyczajowych i otwarta krytyka Kościoła, któremu Bjørnson zarzucał odrzucenie teorii ewolucji i zbytnią represyjność. Uznał, że Victor Hugo – jego ulubiony pisarz, którego Legendę wieków tłumaczył – jest uczciwszym chrześcijaninem niż większość teologów. Wypowiadał się też przeciwko boskiej naturze Jezusa, przez co zyskał w Norwegii miano heretyka. Z tego względu lata 1880–1881 spędził w Stanach Zjednoczonych, gdzie zresztą wystawiano jego sztuki, a lata 1882–1887 w Paryżu. Przykładem nowych zapatrywań Bjørnsona był przede wszystkim niezwykle ceniony przez Lwa Tołstoja dramat Król (1877), w którym podważał autorytet kościelny i ustrój monarchiczny. Utwór ten na wiele lat zniknął ze scen i znano go wyłącznie w wersji drukowanej, poprzedzanej od trzeciego wydania esejem dotyczącym wolności duchowej. Leonarda (1879) to portret niezależnej kobiety zakochanej ze wzajemnością w narzeczonym swojej wychowanicy i zarazem kpina z podwójnej moralności mieszczan skupionych wokół rodziny biskupa. W Rękawiczce (1883), wystawionej dopiero po złagodzeniu kilku scen, Bjørnson ukazał dramat dziewczyny, która tuż przed zaręczynami dowiaduje się o bujnej przeszłości erotycznej swojego wybranka, a przy okazji odkrywa fałsz w małżeństwie własnych rodziców. Kwestia równouprawnienia została tu przedstawiona bardzo dobitnie, co musiało oburzać wielu widzów o tradycyjnych zapatrywaniach. Protestowali również przedstawiciele norweskiej bohemy, odrzucający rygorystyczne wymagania moralne, które Bjørnson postawił zarówno przed kobietami, jak i mężczyznami. Gwałtowną polemikę wzbudziła także sztuka Ponad siły (1883), która premierę miała w Sztokholmie trzy lata później, ale w Danii i Norwegii weszła na afisz dopiero w roku 1899. Jej dwuznacznym bohaterem jest charyzmatyczny pastor nieświadomy faktu, że niosąc nadzieję wiernym, przysparza cierpień własnej rodzinie. Zdaniem Bjørnsona mistycyzm, wiara w cuda i dosłowne traktowanie zasad chrześcijaństwa okazują się niemożliwe do pogodzenia z realiami i wymogami współczesności. W drugiej części sztuki (1895) autor odszedł od problematyki religijnej i dowodził, że sprzeczność interesów między robotnikami a pracodawcami w połączeniu z naiwnym idealizmem musi nieuchronnie doprowadzić do tragedii.

## Ostatnie lata

### Późna działalność

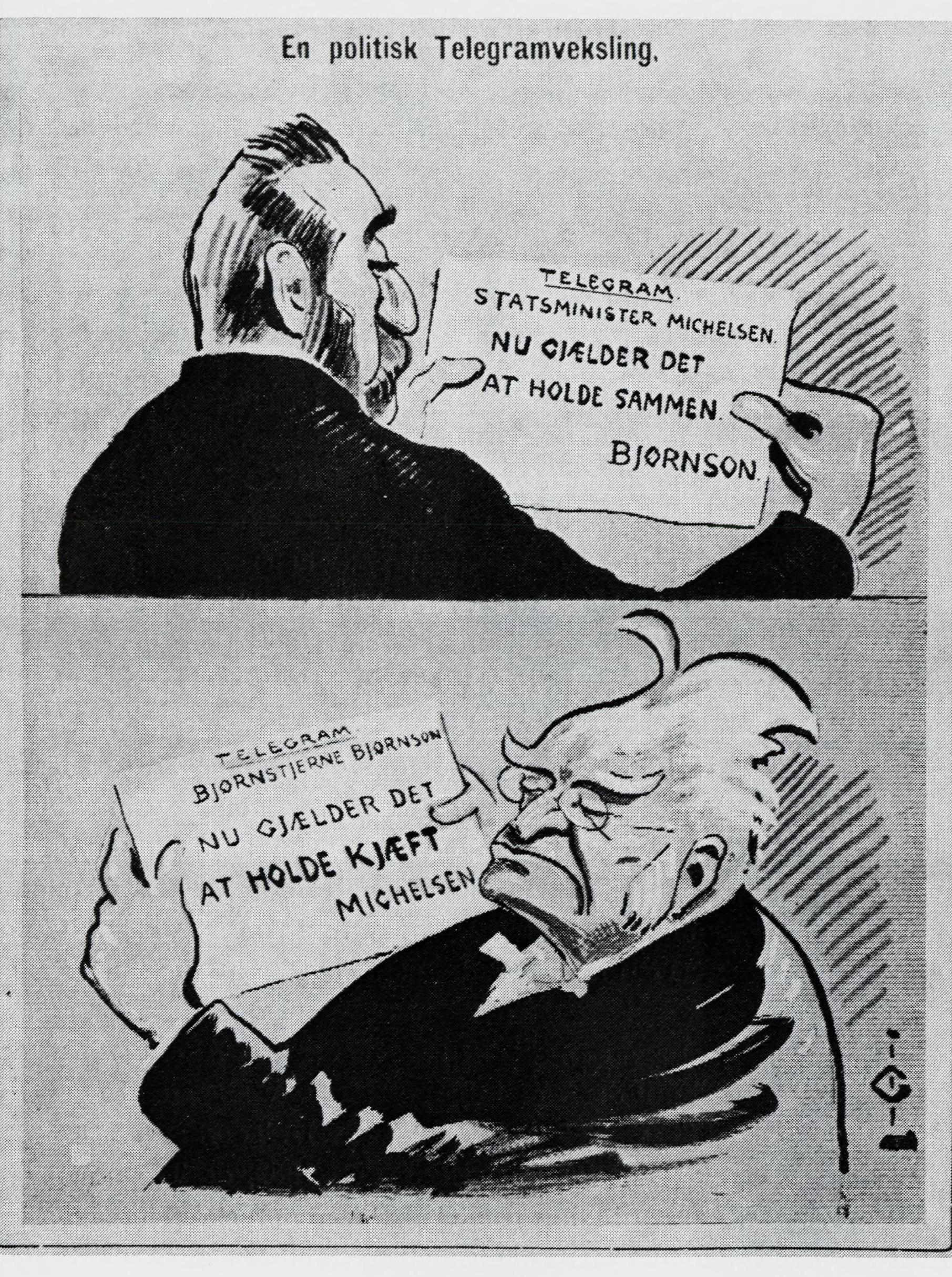
Rysunek satyryczny z podobiznami Christiana Michelsena i Bjørnstjerne Bjørnsona

W ostatnich latach XIX wieku pisarz nadal aktywnie uczestniczył w życiu literackim, ale większość jego dramatów i powieści okazała się zbyt silnie związana z bieżącymi wydarzeniami, żeby przetrwać próbę czasu. Z tego okresu wyróżnia się komedia Geografia i miłość (1885), ukazująca egoizm naukowca tyranizującego rodzinę, oraz dramat psychologiczny Paweł Lange i Tora Parsberg (1898), demaskujący intryganctwo kręgów ministerialnych, a napisany pod wrażeniem samobójczej śmierci lewicowego polityka Ole Richtera, do której – jak wyrokowano w prasie – sam Bjørnson się przyczynił. Jego ostatnia sztuka, Gdy młode wino zakwita, była pogodną komedią o dwóch pastorach mających córki na wydaniu i uświadamiających sobie nieuniknione przemijanie.
Bjørnson, choć pod koniec życia uchodził za klasyka, którego uczczono (wraz z Ibsenem) pomnikiem przed Teatrem Narodowym, nadal nie przestawał budzić kontrowersji. Kolejnej wolty dokonał w roku 1903, w chwili zakończenia unii ze Szwecją. Poparł wtedy konserwatystów, postulując umiarkowanie i ugodowość, co sprawiło, że przez liberałów został natychmiast uznany za sprzedajnego renegata. W tamtym okresie często cytowano telegram, który miał jakoby wysłać do premiera Norwegii, Christiana Michelsena: „Teraz jest pora na unię”. Rzekoma odpowiedź premiera brzmiała: „Teraz jest pora, byś się zamknął”. Najprawdopodobniej ta wymiana zdań pojawiła się jedynie na satyrycznym rysunku opublikowanym w piśmie „Vikingen”. Plotka była jednak na tyle uporczywa, że Bjørnson oficjalnie oświadczył: „Michelsen nigdy nie kazał mi się zamknąć, zresztą i tak na nic by się to nie zdało”.

### Nobel i śmierć
Nagrodę Nobla przyznaną Bjørnsonowi w roku 1903 interpretowano w kategoriach ściśle politycznych, zwłaszcza że pisarz był członkiem Komitetu Noblowskiego, a zdaniem wielu krytyków na wyróżnienie zasługiwał raczej Henrik Ibsen. Sam laureat dodatkowo podgrzał atmosferę, opatrując swoją kolejną sztukę, Dziedzictwo Dagów (1904), dedykacją „dla Akademii Szwedzkiej, z wyrazami wdzięczności”. Kiedy w 1905 roku dyskutowano w niezależnej Norwegii o ustroju państwa, Bjørnson, dawniej zagorzały republikanin, opowiedział się za monarchią, aby jego kraj był równy Danii i Szwecji.
Zmarł w Paryżu, gdzie od wielu lat spędzał wszystkie zimy. Ostatnią podróż odbył już poważnie chory, mając nadzieję, że francuscy medycy będą umieli leczyć jego dusznicę bolesną i zaradzą kłopotom z krążeniem. Ciało pisarza przewieziono do ojczyzny na pokładzie pancernika „Norge”. Uroczysty pogrzeb odbył się w Kristianii na cmentarzu Chrystusa Zbawiciela.
Sławę Bjørnsona jeszcze kilkanaście lat po jego śmierci podtrzymywały filmowe wersje niektórych opowiadań. Na ekran przeniesiono Dziewczę ze Słonecznego Wzgórza (1919, reż. John W. Brunius, Szwecja), Et farligt frieri (1919, reż. Rune Carlsten, Szwecja) i Dziarskiego chłopaka (1932, John W. Brunius, Norwegia). Dzieła zebrane pisarza ukazały się w 9 tomach (1919–1920). W 1932 Poczta Norweska opublikowała serię czterech znaczków z jego portretem. Kolejny portret wydano na norweskim znaczku w roku 1982. W roku 2002 Bjørnson pojawił się również na znaczku słowackim. Jego nazwiskiem nazwano jeden z kraterów na Merkurym. Od roku 1992 w Molde odbywa się Festiwal Bjørnsona, w którym uczestniczą pisarze z całego świata.

## Inspiracje muzyczne

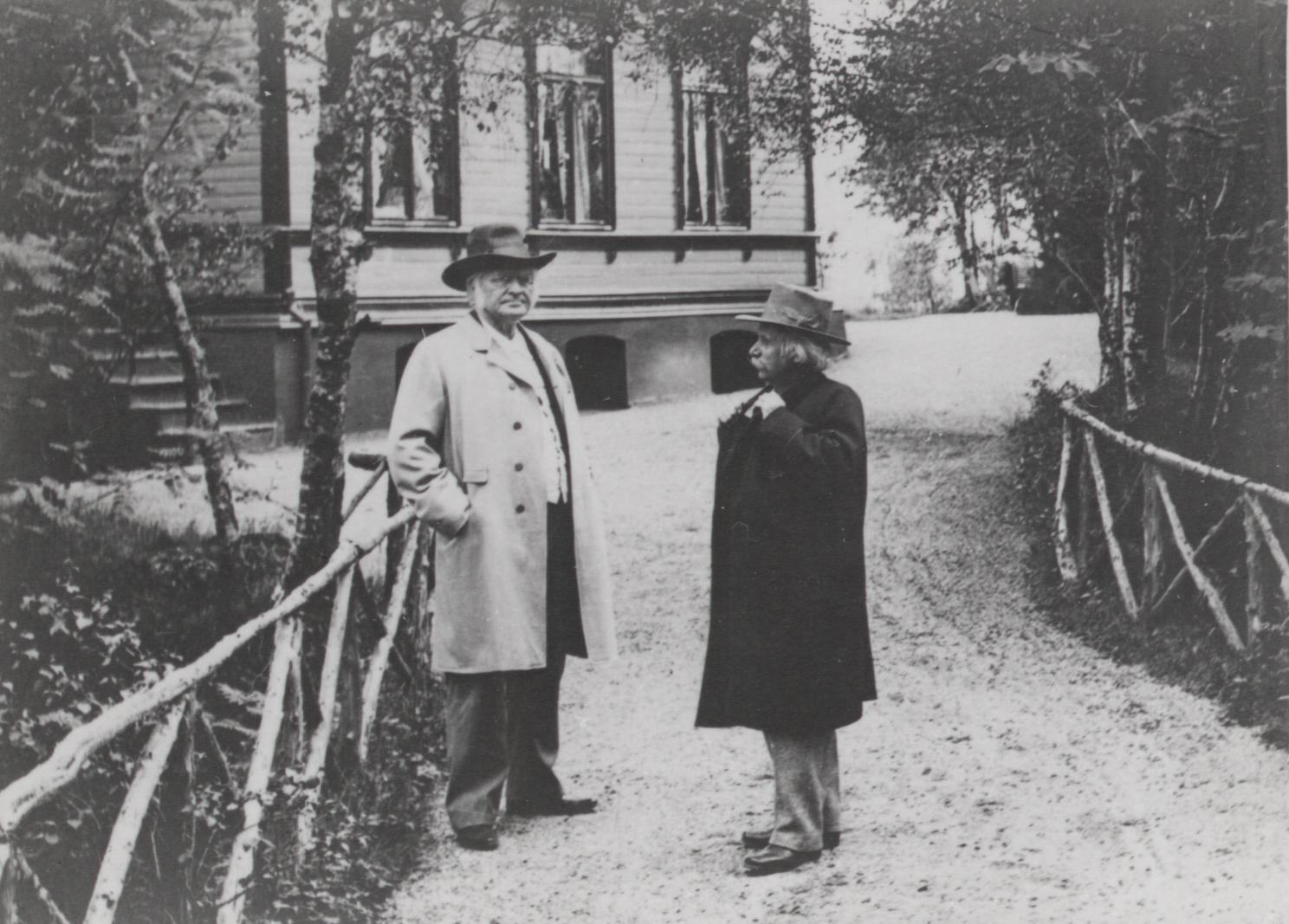
Bjørnstjerne Bjørnson i Edvard Grieg, 1903

Rikard Nordraak skomponował muzykę do sztuk Maria Stuart i Skotland oraz Sigurd Slembe. W pieśniach na głos z fortepianem 6 Romancer og Sange (op. 1, 1860–61) Nordraak, poza utworami innych poetów, wykorzystał wiersze Bjørnsona: Romance, Holder du av mig, Over de høie fjelde, Nu tak for alt, natomiast w 5 Norske Digte (op. 2, 1864) wiersze: Tonen, Træet, En underlig vise, Killebukken. Poza hymnem narodowym skomponował także dwie pieśni na chór męski a cappella: Nordmandssang. Der ligger et land (1863) i Olav Trygvason (1865). Po śmierci Nordraaka wydano jeszcze dwie jego pieśni do słów Bjørnsona: Aftenstemning oraz Har du hørt, hvad svensken siger?.
Twórczość Bjørnsona zainspirowała również Edvarda Griega. Stworzył on muzykę do dramatu Sigurd Jorsalfar (op. 22). Uroczysta uwertura z tego utworu grana jest co roku podczas ceremonii otwarcia roku akademickiego. Skomponował również utwory wokalne na chór męski a cappella: Sjømandssang, kantatę Landkjenning (op. 31), Opsang til frihedsfolket, Valgsang; pieśni na głos solo i fortepian: Den blonde pige, Prinsessen, Suk, Fra Monte Pincio (op. 39 nr 1), Dulgt Kjærlighed (op. 39 nr 2), Lok (op. 61 nr 3), Jeg elsket; pieśń na baryton i chór męski: Serenade til Welhaven (op. 18 nr 9); utwory na głosy, chór i orkiestrę: Foran Sydens kloster (op. 20) na podstawie poematu Arnljot Gelline i melodeklamację Bergliot (op. 42). W Fire Dikte fra Fiskerjenten (op. 21) wykorzystał wiersze nawiązujące do powieści Rybaczka: Det første møde, God morgen!, Jeg giver mit digt til våren, Tak for dit råd. Zachowało się również parę scen z planowanej opery Olav Trygvason (op. 50), do której Bjørnson napisał libretto.
Halfdan Kjerulf skomponował do wierszy Bjørnsona kilka pieśni, które umieścił w cyklach Otte norske viser (op. 6, z najpopularniejszą Synnøves Sang), Sex Sange (op. 15) i Fem sange (op. 23). Cykl Fem sange (op. 14, z najpopularniejszą Aftenstemning) zawiera utwory skomponowane wyłącznie do wierszy Bjørnsona. Do jego tekstów muzykę napisał również duński kompozytor Peter Heise: w roku 1859 powstał cykl Fire sange af „Arne”, a w roku 1861 pieśń Bergliot.
Także dramat Halte-Hulda doczekał się wersji muzycznej. W roku 1885 César Franck ukończył swoją czteroaktową operę z epilogiem Hulda, której libretto zostało oparte na sztuce Bjørnsona. Prapremiera odbyła się w Monte Carlo w roku 1894.
Po śmierci pisarza utwór orkiestrowy Bjørnstjerne Bjørnson in Memoriam (op. 30) skomponował w roku 1910 Johan Halvorsen, który stworzył również muzykę do przedstawienia Król oraz był autorem kilku pieśni do wierszy Bjørnsona (I Skogen, Til Bergen, Trondhjem, Salme på Olavsdagen).

## Główne dzieła

### Utwory poetyckie
- Arnljot Gelline, 1870 – poemat epicki
- Wiersze i pieśni, 1870 (Digte og Sange, przekład Ryszarda Mierzejewskiego 2018) – zbiór wierszy[44]

Pojedyncze wiersze Bjørnsona tłumaczyli między innymi Seweryna Duchińska i Wawrzyniec Engeström. Niektóre teksty zamieszczono w tomie: 
- Laurowo i jasno – antologia wierszy laureatów Literackiej Nagrody Nobla, Wydawnictwo Bohdana Wrocławskiego, Warszawa 1994, ISBN 83-85996-11-7

### Utwory prozatorskie
- Et farligt frieri, 1856 (Niebezpieczne zaloty) – nowela
- Dziewczę ze Słonecznego Wzgórza, 1857 (Synnøve Solbakken; przekład Franciszka Mirandoli pod tytułem Synnøve Solbakken 1922, pod tytułem Dziewczę ze Słonecznego Wzgórza 1957) – opowiadanie
- Arne, 1859 (przekład anonimowy 1901) – opowiadanie
- Dziarski chłopak, 1860 (En glad gut, przekład anonimowy 1887) – opowiadanie
- Orle gniazdo, 1860 (Ørneredet, przekład Merwina w antologii Dwunastka 1925) – nowela
- Rybaczka, 1868 (Fiskerjenten, przekład Józefy Klemensiewiczowej 1910) – powieść
- Marsz weselny, 1872 (Brude-Slaatten, przekład Franciszka Mirandoli 1922) – opowiadanie
- Bułanek, 1872 (Blakken, przekład Andrzeja Kołaczkowskiego w antologii Tam gdzie fiordy, 1970) – nowela
- Magnhild, 1877 (Magnhilda) – powieść
- Kaptejn Mansana, 1878 (Kapitan Mansana) – powieść
- Pył, 1882 (Støv, przekład anonimowy 1905) – opowiadanie
- Tomasz Rendalen, 1884 (Det flager i byen og på havnen, przekład Franciszka Mirandoli 1924) – powieść
- Na bożej drodze, 1889 (Paa Guds veje, przekład anonimowy 1896) – powieść
- Et stygt barndomsminde, 1889 (Straszne wspomnienie z dzieciństwa) – opowiadanie
- Mors haender, 1892 (Ręce matki) – opowiadanie
- Absalons hår, 1892 (Włosy Absaloma) – opowiadanie
- En dag, 1893 (Dzień) – opowiadanie
- Mary, 1906 (przekład Bronisławy Neufeldówny 1909) – powieść

### Dramaty
- Mellem slagene, 1857 (Między bitwami)
- Halte-Hulda, 1858 (Kulawa Hulda)
- Kong Sverre, 1861 (Król Sverre)
- Sigurd Slembe, 1862 (Sigurd Zły)
- Maria Stuart i Skotland, 1864 (Maria Stuart w Szkocji)
- Nowożeńcy, 1865 (De Nygifte, przekład Edwarda Lubowskiego 1877, przekład Adolfa Walewskiego 1878)
- Sigurd Jorsalfar, 1872 (Sigurd Krzyżowiec)
- Bankructwo, 1875 (En fallit, przekład Platona Kosteckiego 1876, przekład Edwarda Lubowskiego 1876, przekład Adolfa Strzeleckiego 1905)
- Redaktøren, 1875 (Redaktor)
- Król, 1877 (Kongen, nieopublikowany przekład Edwarda Lubowskiego 1877)
- Leonarda, 1879 (przekład Malwiny Posner 1890)
- Nowy system, 1879 (Det ny system, przekład Józefy Klemensiewiczowej 1906, przekład Jana Śliwonia 1912)
- Rękawiczka, 1883 (En hanske, przekład Marii Bujno 1905)
- Ponad siły. Część pierwsza, 1883 (Over ævne. Første stykke, przekład Adolfa Strzeleckiego 1904, przekład Władysława Prokescha 1905)
- Geografia i miłość, 1885 (Geografi og Kærlighed, nieopublikowany przekład Bronisławy Neufeldówny 1909)
- Ponad siły. Część druga, 1895 (Over ævne. Andre stykke, fragmenty w przekładzie Jana Kasprowicza 1902)
- Paweł Lange i Tora Parsberg, 1898 (Paul Lange og Tora Parsberg, nieopublikowany przekład anonimowy 1903)
- Laboremus, 1901 (przekład Alfreda Wysockiego 1902)
- På Storhove, 1902 (W Storhove)
- Dziedzictwo Dagów, 1904 (Daglannet, nieopublikowany przekład Władysława Prokescha 1906)
- Gdy młode wino zakwita, 1909 (Når den ny vin blomstrer, nieopublikowany przekład Ryszarda Ordyńskiego 1910)